# Herbert Williams (voile)
Pour les articles homonymes, voir Herbert Williams et Williams.
Herbert Philip Williams  est un skipper américain né le 24 juillet 1908 à Hove (Angleterre) et mort le 10 janvier 1990. Il est le père du skipper Lynn Williams.

## Carrière
Herbert Williams remporte lors des Jeux olympiques d'été de 1956 la médaille d'or en classe Star sur Kathleen.